# 아리오라 재팬
아리오라 재팬(Ariola Japan)은 일본의 소니 뮤직 엔터테인먼트(SMEJ) 산하의 레코드 레이블이다. 대한민국의 음악 그룹으로는 IVE와 오마이걸이 소속되어 있다.

## 아티스트 IVE 나오이 레이
- 오마이걸
- King Gnu
- 히라이 켄
- IVE
- 마츠 타카코
- 제로베이스원
- Kep1er
- Terashi (Ren Entertainment 합작 투자  GMM Grammy와 콜라보레이션)
- Tsukuyomi (Ren Entertainment 합작 투자 GMM Grammy와 콜라보레이션)
- 카도마츠 토시키
- 오다 카즈마사
- MISIA
- ↑THE HIGH-LOWS↓

### 과거
- 더보이즈 (음악 그룹)
- Crossfaith
- DEEN
- NGT48
- 뉴이스트
- 2AM
- 2PM
- THE YELLOW MONKEY